# Nandopsis haitiensis
Espèce
Nandopsis haitiensis est un poisson Cichlidae d'Hispaniola.

## Référence
- Tee-Van, 1935 : Cichlid fishes in the West Indies with especial reference to Haiti, including the description of a new species of Cichlasoma. Zoologica, Scientific Contributions of the New York Zoological Society 10-2 pp 281-300. (Cichlasoma haitiensis)